# Kurt Ulrich (Schauspieler)
Kurt Ulrich (* 27. August 1926 in Berlin) ist ein deutscher Schauspieler und Regisseur.

## Leben
Nach dem Besuch der Schauspielschule des Berliner Hebbel-Theaters erhielt Kurt Ulrich, häufig auch Kurt Ullrich, von 1950 bis 1952 ein Engagement am Theater der Freundschaft in Berlin. Ab 1953 hatte er einen Vertrag mit der DEFA, wo er in mehreren Filmen (auch Hauptrollen) mitspielte. Ab 1957 widmete er sich fast ausschließlich den Auftritten beim Deutschen Fernsehfunk der DDR.
Wie viele seiner Kollegen wohnte Kurt Ulrich in West-Berlin, arbeitete aber in Ost-Berlin. Nach dem Bau der Berliner Mauer verlegte er seinen Wirkungskreis nach West-Berlin, wo er beim neu gegründeten ZDF in Unterhaltungssendungen wie Der goldene Schuß und Drei mal Neun die Regie übernahm. Ebenfalls sehr erfolgreich war die von 1986 bis 1990 unter seiner Regie laufende populärwissenschaftliche Knoff-Hoff-Show mit ihren zahlreichen Experimenten.

## Filmografie
- 1953: Das kleine und das große Glück
- 1954: Das geheimnisvolle Wrack
- 1955: Der Teufel vom Mühlenberg
- 1956: Das Traumschiff
- 1957: Bärenburger Schnurre
- 1957: Betrogen bis zum jüngsten Tag
- 1957: Rivalen am Steuer
- 1957: Die Schönste

## Theater
- 1950: Vera Ljubimova: Schneball 14+ – Regie: Charlotte Küter (Theater der Freundschaft)
- 1951: Gustav von Wangenheim: Wir sind schon weiter – Regie: Hans Rodenberg (Theater der Freundschaft)

## Hörspiele
- 1954: Karl Georg Egel /  Paul Wiens: Genesung (Friedel Walter) – Regie: Ingrid Fröhlich (Hörspiel, 3 Teile – Rundfunk der DDR)
- 1957: Wolfgang Schreyer: Das Attentat (Werner von Haeften) – Regie: Lothar Dutombé (Dokumentarhörspiel – Rundfunk der DDR)
- 1958: Brüder Grimm: König Drosselbart (König Drosselbart) – Regie: Theodor Popp (Kinderhörspiel – Eterna/Litera)
- 1959: Hermann Werner Kubsch: Ablösung (Peter Kaden, Parteisekretär) – Regie: Helmut Hellstorff  (Hörspiel – Rundfunk der DDR)
- 1960: György Lendvai: Epeios, der Zimmermann  (Hector) – Regie: Peter Thomas (Hörspiel – Rundfunk der DDR)
- 1960: Hans Pfeiffer: Schüsse am Hochmoor (Hauptmann Birnbaum) – Regie: Werner Grunow (Kriminalhörspiel – Rundfunk der DDR)
- 1960: Joachim Goll: Ein Arzt unterwegs  (Dr. med. Nordheim) – Regie: Helmut Hellstorff (Hörspiel – Rundfunk der DDR)
- 1961: Clifford Odets: Wo ist Lefty?  (Dr. Benjamin) – Regie: Fritz-Ernst Fechner (Hörspiel – Rundfunk der DDR)

## Synchronisationen
| Film                            | Jahr | Rolle             | Darsteller           |
| ------------------------------- | ---- | ----------------- | -------------------- |
| Bigamie ist kein Vergnügen      | 1956 | Mario de Santis   | Marcello Mastroianni |
| Trapez                          | 1956 | Mike Ribble       | Burt Lancaster       |
| Wie der Stahl gehärtet wurde    | 1957 | Pawel Kortschagin | Wassili Lanowoi      |
| Die schönen Mädchen von Florenz | 1957 | Gianfranco        | Sergio Raimondi      |
| Väter und Söhne                 | 1958 | Cesare Marchetti  | Marcello Mastroianni |
| Der Mörder                      | 1963 | Inspektor Corby   | Robert Hossein       |